# Calyptostylis humbertii
Calyptostylis humbertii är en tvåhjärtbladig växtart som beskrevs av Arenes. Calyptostylis humbertii ingår i släktet Calyptostylis och familjen Malpighiaceae. Inga underarter finns listade i Catalogue of Life.